# Topana
Topana è un comune della Romania di 1 221 abitanti, ubicato nel distretto di Olt, nella regione storica della Muntenia. 
Il comune è formato dall'unione di 5 villaggi: Cândelești, Ciorâca, Cojgărei, Topana, Ungureni.